# Liste d'ânes de fiction
Cette liste contient des ânes fictifs ou non, présents dans des œuvres de fiction ou des récits littéraires.
Par ordre alphabétique :
- Aliboron, dans les Fables de La Fontaine ;
- Anatole, dans la série de bande dessinée Philémon de Fred ;
- L'Âne, dans Shrek, qui devient étalon dans Shrek 2 ;
- Un âne (sans nom) fait partie des quatre Musiciens de Brême, conte des Frères Grimm ;
- L'âne de Buridan ;
- L'âne Culotte, personnage éponyme du roman d'Henri Bosco ;
- L'ânesse du devin Balaam, qui va révéler à ce mage la présence d'un ange venu dérouter ce dernier en route pour maudire les hébreux qui font marche vers la Terre promise ;
- Ariol, héros de la bande dessinée d'Emmanuel Guibert (scénario) et Marc Boutavant (dessin), série débutée au début des années 2000 ;
- Balduinus, dans le Roman de Renart ;
- Balthazar, dans Au hasard Balthazar de Robert Bresson ;
- Benjamin, l'âne cynique, personnage important dans La Ferme des animaux ;
- Bim le petit âne, conte de Jacques Prévert puis film d'Albert Lamorisse ;
- Bourriquet, le compagnon de Winnie l'ourson ;
- Cadichon, dans les Mémoires d'un âne, de la comtesse de Ségur née Rostopchine ;
- Cadichon, dans La Rivière à l'envers de Jean-Claude Mourlevat.
- Cannabis, l'âne de Numérobis dans Astérix & Obélix : Mission Cléopâtre ;
- Delphine, l'une des deux héroïnes des Contes du chat perché de Marcel Aymé, se transforme en âne dans le conte L'Âne et le Cheval ;
- Gris-Gris l'âne de la bande dessinée Sylvain et Sylvette ;
- Grison (Rucio dans le texte espagnol), l'âne chevauché par Sancho Panza dans Don Quichotte ;
- Lucius, métamorphosé en âne dans L'Âne d'or d'Apulée ;
- Modestine, l'ânesse accompagnant Stevenson lors d'un périple qu'il décrit dans Voyage avec un âne dans les Cévennes[1] ;
- Peau d'âne, l'héroïne du conte de Charles Perrault est revêtue de la peau d'un âne qui produisait de l'or ;
- Pinocchio se transforme en âne dans Les Aventures de Pinocchio ainsi que dans l'adaptation en dessins animés Pinocchio ;
- Platero, l'âne du poème Platero et moi de Juan Ramón Jiménez, prix Nobel de littérature ;
- Pom, l'âne de la bande dessinée Pom et Teddy ;
- Trotro, héros de nombreux albums pour enfants et dessins animés de Bénédicte Guettier ;